# Orry Van de Wauwer
Orry Van de Wauwer, né le 1er mars 1988 à Anvers, est un homme politique belge, membre du Christen-Democratisch en Vlaams (CD&V).

## Biographie
Orry Van de Wauwer nait le 1er mars 1988 à Anvers.
Lors des élections régionales de 2019, il est élu député au Parlement flamand.

## Décoration
- Chevalier de l'ordre de Léopold (2024)[2]